# Simning vid världsmästerskapen i simsport 2024 – Damernas 200 meter ryggsim
Damernas 200 meter ryggsim vid världsmästerskapen i simsport 2024 avgjordes mellan den 16 och 17 februari 2024 i Aspire Dome i Doha i Qatar.
Amerikanska Claire Curzan tog guld efter ett lopp på 2 minuter och 5,77 sekunder. Silvret togs av australiska Jaclyn Barclay och bronset togs av Anastasija Sjkurdaj som tävlade som neutral oberoende idrottare.

## Rekord
Inför tävlingens start fanns följande världs- och mästerskapsrekord:
|                   | Namn           | Nation     | Tid     | Ort                | Datum        |
| ----------------- | -------------- | ---------- | ------- | ------------------ | ------------ |
| Världsrekord      | Kaylee McKeown | Australien | 2.03,14 | Sydney, Australien | 10 mars 2023 |
| Mästerskapsrekord | Regan Smith    | USA        | 2.03,35 | Gwangju, Sydkorea  | 26 juli 2019 |

## Resultat

### Försöksheat
Försöksheaten startade den 16 februari klockan 09:52.
| Placering | Heat | Bana | Namn                  | Nationalitet                 | Tid     | Noteringar |
| --------- | ---- | ---- | --------------------- | ---------------------------- | ------- | ---------- |
| 1         | 4    | 4    | Claire Curzan         | USA                          | 2.10,50 | 0Q0        |
| 2         | 2    | 4    | Jaclyn Barclay        | Australien                   | 2.10,82 | 0Q0        |
| 3         | 2    | 2    | Gabriela Georgieva    | Bulgarien                    | 2.10,86 | 0Q0        |
| 4         | 4    | 5    | Eszter Szabó-Feltóthy | Ungern                       | 2.10,95 | 0Q0        |
| 5         | 4    | 3    | Anastasija Sjkurdaj   | Neutrala oberoende idrottare | 2.11,34 | 0Q0        |
| 6         | 3    | 6    | Dóra Molnár           | Ungern                       | 2.11,35 | 0Q0        |
| 7         | 3    | 5    | Laura Bernat          | Polen                        | 2.11,51 | 0Q0        |
| 8         | 2    | 5    | Adela Piskorska       | Polen                        | 2.11,65 | 0Q0        |
| 9         | 3    | 2    | Anastasia Gorbenko    | Kazakstan                    | 2.11,78 | 0Q0        |
| 10        | 4    | 7    | Sun Mingxia           | Kina                         | 2.11,79 | 0Q0        |
| 11        | 3    | 4    | Freya Colbert         | Storbritannien               | 2.12,08 | 0Q0        |
| 12        | 4    | 6    | África Zamorano       | Spanien                      | 2.12,55 | 0Q0        |
| 13        | 2    | 3    | Lilla Bognar          | USA                          | 2.12,56 | 0Q0        |
| 14        | 2    | 6    | Ingrid Wilm           | Kanada                       | 2.12,67 | 0Q0        |
| 15        | 4    | 2    | Cindy Cheung          | Hongkong                     | 2.13,11 | 0Q0        |
| 16        | 3    | 7    | Hannah Pearse         | Sydafrika                    | 2.13,26 | 0Q0        |
| 17        | 2    | 7    | Maria Godden          | Irland                       | 2.13,30 |            |
| 18        | 3    | 3    | Camila Rebelo         | Portugal                     | 2.13,33 |            |
| 19        | 3    | 1    | Xeniya Ignatova       | Kazakstan                    | 2.14,22 |            |
| 20        | 4    | 1    | Kristen Romano        | Puerto Rico                  | 2.14,46 |            |
| 21        | 4    | 8    | Chua Xiandi           | Filippinerna                 | 2.15,01 |            |
| 22        | 2    | 1    | Kim Seung-won         | Sydkorea                     | 2.17,16 |            |
| 23        | 2    | 8    | Janja Šegel           | Slovenien                    | 2.17,31 |            |
| 24        | 2    | 0    | Celina Márquez        | El Salvador                  | 2.18,69 |            |
| 25        | 3    | 8    | Alexia Sotomayor      | Peru                         | 2.20,05 |            |
| 26        | 4    | 0    | Natalia Zaiteva       | Moldavien                    | 2.20,07 |            |
| 27        | 3    | 0    | Carolina Cermelli     | Panama                       | 2.20,33 |            |
| 28        | 4    | 9    | Andrea Becali         | Kuba                         | 2.21,54 |            |
| 29        | 1    | 4    | Ariana Dirkzwager     | Laos                         | 2.24,69 |            |
| 30        | 1    | 5    | Jessica Humphrey      | Namibia                      | 2.26,07 |            |
| 31        | 3    | 9    | Ganga Senavirathne    | Sri Lanka                    | 2.29,23 |            |
| 32        | 1    | 3    | Aynura Primova        | Turkmenistan                 | 2.33,02 |            |

### Semifinaler
Semifinalerna startade den 16 februari klockan 19:20.
| Placering | Heat | Bana | Namn                  | Nationalitet                 | Tid     | Noteringar |
| --------- | ---- | ---- | --------------------- | ---------------------------- | ------- | ---------- |
| 1         | 2    | 4    | Claire Curzan         | USA                          | 2.07,01 | 0Q0        |
| 2         | 1    | 4    | Jaclyn Barclay        | Australien                   | 2.08,85 | 0Q0        |
| 3         | 1    | 5    | Eszter Szabó-Feltóthy | Ungern                       | 2.09,42 | 0Q0        |
| 4         | 2    | 3    | Anastasija Sjkurdaj   | Neutrala oberoende idrottare | 2.09,76 | 0Q0        |
| 5         | 2    | 5    | Gabriela Georgieva    | Bulgarien                    | 2.09,95 | 0Q0        |
| 6         | 2    | 6    | Laura Bernat          | Polen                        | 2.10,00 | 0Q0        |
| 7         | 1    | 3    | Dóra Molnár           | Ungern                       | 2.10,31 | 0Q0        |
| 8         | 2    | 7    | Freya Colbert         | Storbritannien               | 2.10,67 | 0Q0        |
| 9         | 2    | 2    | Anastasia Gorbenko    | Kazakstan                    | 2.10,94 |            |
| 10        | 2    | 1    | Lilla Bognar          | USA                          | 2.11,26 |            |
| 11        | 1    | 7    | África Zamorano       | Spanien                      | 2.11,44 |            |
| 12        | 1    | 6    | Adela Piskorska       | Polen                        | 2.11,57 |            |
| 13        | 1    | 1    | Ingrid Wilm           | Kanada                       | 2.11,88 |            |
| 14        | 1    | 2    | Sun Mingxia           | Kina                         | 2.12,07 |            |
| 15        | 1    | 8    | Hannah Pearse         | Sydafrika                    | 2.13,29 |            |
| 16        | 2    | 8    | Cindy Cheung          | Hongkong                     | 2.13,85 |            |

### Final
Finalen startade den 17 februari klockan 19:16.
| Placering | Bana | Namn                  | Nationalitet                 | Tid     | Noteringar |
| --------- | ---- | --------------------- | ---------------------------- | ------- | ---------- |
| 1         | 4    | Claire Curzan         | USA                          | 2.05,77 |            |
| 2         | 5    | Jaclyn Barclay        | Australien                   | 2.07,03 |            |
| 3         | 6    | Anastasija Sjkurdaj   | Neutrala oberoende idrottare | 2.09,08 |            |
| 4         | 3    | Eszter Szabó-Feltóthy | Ungern                       | 2.09,76 |            |
| 5         | 7    | Laura Bernat          | Polen                        | 2.09,92 |            |
| 6         | 2    | Gabriela Georgieva    | Bulgarien                    | 2.10,11 |            |
| 7         | 1    | Dóra Molnár           | Ungern                       | 2.11,01 |            |
| 8         | 8    | Freya Colbert         | Storbritannien               | 2.11,22 |            |